# ワトソニア (小惑星)
ワトソニア (729 Watsonia) は小惑星帯に位置する小惑星である。アメリカ合衆国のマサチューセッツ州のウィンチェスターでジョエル・ヘイスティングス・メトカーフによって発見された。
カナダとアメリカ合衆国の天文学者で、生涯22個もの小惑星を発見したジェームズ・クレイグ・ワトソンに因んで命名された。